# La casa dei lupi mannari
La casa dei lupi mannari (Werewolf Skin) è il sessantesimo libro della collana Piccoli brividi dell'autore statunitense R. L. Stine.
è l'unico che ha una conclusione tragica dato che il protagonista muore

## Trama
Alex Hunter è un dodicenne appassionato di fotografia di Cleveland. Pochi giorni prima di Halloween, i suoi genitori sono costretti a partire per lavoro e Alex viene mandato temporaneamente dagli zii Colin e Marta, che vivono a Wolf Creek. Una volta arrivato, gli zii gli raccomandano di stare alla larga dalla casa dei Marling, dei bizzarri vicini di casa molto ostili verso il vicinato e il mondo esterno. Il ragazzo fa poi la conoscenza di Hannah, una ragazza del posto, con la quale esplora il bosco locale, incontrando poi Sean Kiner e Arjun Khosla, due loro coetanei, che li avvertono che il paesino è pieno di lupi mannari. Inquietato da queste affermazioni, Alex ritorna a casa dimenticandosi la macchina fotografica nel bosco, e una volta tornato a riprenderla sente rumori e latrati inquietati provenire dal profondo del bosco, per poi trovare due carcasse di animali orrendamente mutilati prima di ritrovare il sentiero per tornare indietro, rendendosi poi conto che delle strane figure misteriose sono entrate nella casa dei Marling. Il giorno dopo, però, Alex viene duramente rimproverato dagli zii, i quali gli riferiscono che ha disturbato i Marling, i quali hanno chiamato la polizia. Prima che il ragazzo vada a scuola, infine, viene raccomandato nuovamente dagli zii di stare alla larga dai Marling, e poco dopo, sull'autobus, Hannah gli riferisce che i vicini in realtà sono lupi mannari.
Qualche giorno dopo Alex, durante una strana lezione del professor Shein, si dimostra scettico dinanzi alla scolaresca sulla licantropia (dato che tutti in quella classe ci credono), e a fine lezione viene fermato da Sean e Arjun, i quali gli dicono che se vuole vedere un vero lupo mannaro si sarebbe dovuto presentare quella sera nel bosco, a mezzanotte. A tale appuntamento, però, Alex non prende parte poiché viene chiuso in camera dagli zii, i quali sono sempre fuori di notte per scattare fotografie agli animali notturni. Dopo aver scoperto da Sean e Arjun che i due avevano unicamente cercato di spaventarlo non presentandosi a loro volta all'appuntamento, Alex promette loro di mostrare delle foto di un vero lupo mannaro (considerata anche l'opportunità di vincere un concorso di fotografia con una foto spaventosa per Halloween), e quella sera riesce a sgattaiolare fuori dalla sua stanza con uno stratagemma. Una volta nel bosco, Alex s'imbatte i due orribili lupi mannari che, però, non si accorgono minimamente di lui, e il ragazzo approfitta per pedinarli tutta la notte, fino a quando i due non raggiungono la casa dei Marling. A quel punto, le pellicce si staccano dai loro corpi e Alex scopre l'orribile verità: i lupi mannari non sono i Marling (come gli aveva detto Hannah) ma i suoi zii. I Marling non sono mai esistiti dato che la casa era totalmente disabitata, erano solo un'invenzione di Colin e Marta per nascondere le pellicce da lupo mannaro per poi poterle indossare ogni notte di luna piena. Il giorno dopo, durante la notte di Halloween, deciso a porre fine alla faccenda, Alex convince Hannah a prendere le pellicce per nasconderle dai suoi zii, ma dopo averle indossate i due ragazzi vengono inseguiti da Colin e Marta, i quali rivogliono indietro le pelli, finché i quattro non raggiungono il bosco dove la luna piena splende nel cielo. A quel punto, Colin e Marta iniziano ad urlare di dolore finché non si riprendono di colpo: la maledizione è finita e ora non sono più licantropi. Sulla via del ritorno, Alex e Hannah riportano le pellicce nella casa dei Marling e qui il protagonista nota qualcosa di strano: c'è già una pelliccia nella casa, e a quel punto Hannah gli rivela che quella che lei ha avuto indosso non era di zia Marta, ma la sua. Prima che Alex possa replicare la ragazza gli salta addosso, affondandogli le zanne nel petto.

## Personaggi
- Alex Hunter: il protagonista della storia, grande amante della fotografia. Nell'episodio televisivo fa Blackwell di cognome, a differenza del romanzo.
- Hannah: una ragazza del posto, diventa subito amica di Alex.
- Colin Blackwell: lo zio di Alex. Si rivela essere un lupo mannaro. Nell'episodio televisivo fa Blackwell di cognome, ma nel romanzo viene taciuto.
- Marta Blackwell: la zia di Alex. Sebbene sia molto amorevole, si rivela essere un lupo mannaro. Nell'episodio televisivo fa Blackwell di cognome (non da nubile), ma nel romanzo viene taciuto.
- Sean Kiner: un ragazzo del posto, grande amico di Arjun. Cerca di spaventare Alex.
- Arjun Khosla: un ragazzo del posto, grande amico di Sean. Nonostante il nome indiano, egli è statunitense.
- Prof. Shein: il simpatico professore della classe di Alex a Wolf Creek

## Episodio TV
Di questo libro è stato tratto anche un episodio TV. Ci sono alcune differenze:
- Hannah, nel libro, si presenta a casa degli zii di Alex, mentre nell'episodio spunta sempre all'improvviso.
- Alex arriva a casa degli zii nel periodo di Halloween, ma nell'episodio viene taciuto.
- Alex incontra per la prima volta Sean ed Arjun nel bosco nel libro, ma nell'episodio viene taciuto.
- Nel libro, Alex ed Hannah fingono di travestirsi per Halloween e in seguito rubano le pellicce.
- Hannah nel libro morde Alex, mentre nell'episodio no.